# 正木博
正木 博（まさき ひろし、1897年（明治30年）1月4日 - 1973年（昭和48年）4月29日）は、日本の陸軍軍人。最終階級は陸軍少将。旧姓・上野。

## 経歴
福岡県出身。熊本陸軍地方幼年学校、中央幼年学校を経て、1918年（大正7年）5月、陸軍士官学校（30期）を卒業。同年12月、騎兵少尉に任官し騎兵第19連隊付となる。1922年（大正11年）3月、陸軍砲工学校高等科を卒業。帝国大学理工学部陸軍派遣学生として京都帝国大学工学部電気工学科に入学し、1925年（大正14年）3月に卒業した。
1925年5月、兵科を航空兵科に転科し航空兵中尉に任官。同年9月、陸軍航空技術研究所付となり、陸軍航空本部員を務め、1927年（昭和2年）3月、航空兵大尉に昇進。1930年（昭和5年）5月、フランス駐在に発令され、1932年（昭和7年）12月、航空本部員に転じ、1933年（昭和8年）8月、航空兵少佐に進級。1935年（昭和10年）8月、航空技術研究所員に就任し、1937年（昭和12年）8月、航空兵中佐に進んだ。同年10月から1938年（昭和13年）4月までイタリアに出張。1939年（昭和14年）3月、航空兵大佐に昇進し航空技術研究所員に就任。
1942年（昭和17年）8月、航空技術研究所第4部長に就任し、同年10月、第3陸軍航空技術研究所長に転じた。1943年（昭和18年）3月、陸軍少将に進級し終戦を迎えた。
1947年（昭和22年）11月28日、公職追放仮指定を受けた。